# فرودگاه آبی پری ساند/فرایینگ پن آیلند
فرودگاه آبی پری ساند/فرایینگ پن آیلند (به انگلیسی: Parry Sound/Frying Pan Island-Sans Souci Water Aerodrome) یک فرودگاه همگانی است که یک باند فرود آب دارد. این فرودگاه در کشور کانادا قرار دارد و در ارتفاع ۱۷۷ متری از سطح دریا واقع شده است.